# Carex schallertii
Carex schallertii là một loài thực vật có hoa trong họ Cói. Loài này được Murr mô tả khoa học đầu tiên năm 1923.